# Bidule (bande dessinée)
 (août 2025).
Motif : Absence de sources
- Archive Wikiwix
- Bing
- Cairn
- DuckDuckGo
- E. Universalis
- Gallica
- Google
- G. Books
- G. News
- G. Scholar
- Persée
- Qwant
- (zh) Baidu
- (ru) Yandex
- (wd) trouver des œuvres sur Wikidata

| 1. | Préciser le motif de la pose du bandeau. | Précisez le motif de la pose du bandeau en utilisant la syntaxe suivante : {{admissibilité à vérifier\|date=août 2025\|motif=remplacez ce texte par le motif}}                               |
| 2. | Informer les utilisateurs concernés.     | Pensez à avertir le créateur de l'article, par exemple, en insérant le code ci-dessous sur sa page de discussion : {{subst:avertissement admissibilité à vérifier\|Bidule (bande dessinée)}} |

Bidule est une série de bande dessinée créée en 1970 par Glem dans le no 1696 du journal Spirou.

## Publication

### Revues
- Fernand et son bidule, publiée en 1970 dans le no 1696 du journal Spirou.
- Bidule est amoureux, publiée en 1971 dans le no 1714 du journal Spirou
- Bidule à l'Interpol, publiée en 1971 dans le no 1749 du journal Spirou.